# Hydropsyche buyssoni
Hydropsyche buyssoni là một loài Trichoptera trong họ Hydropsychidae. Chúng phân bố ở miền Cổ bắc.